# الوليد بن عقبة
أبُو وهب الوليدُ بن عُقْبة بن أبي مُعيط بن أبي عمرُو الأُمَويُّ القُرشيُّ (المتوفى 61 هـ الموافق 680 م،)، صحابي، وشاعر، وأخُ عُثمان بن عفَّان لأمه، تولَّى حُكم الكُوفة.
وُلد الوليد في مدينة مكَّة، وعلى الرُّغم أن والدهُ عُقبة كان من كبار مُشركي قُريش وقُتل في غزوة بدر، إلا أنه أسلم يوم الفتح، ولهُ صُحبة قليلة ورواية يسيرة. بعثه النبيُّ مُحمَّد لتحصيل صدقات بنُو المُصطلق. شارك في الفُتوحات الإسلاميَّة على جُبهة الشَّام في زمن الخليفة الرَّاشدي الثَّاني عُمر بن الخطَّاب، وبعثه لتحصيل صدقات قبيلة تغلب. تولَّى حُكم الكوفة في زمن الخليفة الرَّاشدي الثَّالث عُثمان بن عفَّان إلا أنه عزلهُ عنها بسبب مُعاقرته للخمر ورفض أهل الكُوفة له. بعد مقتل أخيه الخليفة عُثمان سنة 35 هـ / 656 م، رفض الفتنة التي نشبت بين الخليفة الرَّاشدي الرَّابع عليُّ بن أبي طالب، وقريبه حاكم الشَّام مُعاوية بن أبي سُفيان، ولم يُحارب في صف أحد منهُما واستقر مُعتزلًا في منطقة الجزيرة وتحديدًا في نواحي الرَّقَّة المُعاصرة.
تُوفي الوليد في آخر سنة من حُكم الخليفة الأموي مُعاوية بن أبي سُفيان سنة 61 هـ / 680 م.

## اسمه ونسبه
- هو : الوليد بن عقبة  بن أبي معيط بن أبي عمرو بن أمية بن عبد شمس بن عبد مناف بن قصي بن كلاب بن مرة بن كعب بن لؤي بن غالب بن فهر بن مالك بن النضر بن كنانة بن خزيمة بن مدركة بن إلياس بن مضر بن نزار بن معد بن عدنان.[3]

## إسلامه
أسلم يوم الفتح فتح مكة هو وأخوه خالد بن عقبة،
وقال ابن ماكولا: رأى الوليد رسول الله وهو طفل
قال أبو عمر: وهذا الحديث رواه جعفر بن برقان، عن ثابت بن الحجاج، عن أبي موسى الهمداني، وأبو موسى مجهول، والحديث مضطرب، ولا يمكن أن يكون من بعث مصدقاً في زمن النبي صبياً يوم الفتح! قال: ولا خلاف بين أهل العلم بتأويل القرآن- فيما علمت- أن قول القرآن: {إِنْ جَاءَكُمْ فَاسِقٌ بِنَبإِ فَتَبَيَّنُوا} أنزلت في الوليد بن عقبة، وذلك أن رسول الله بعثه مصدقاً إلى بني المصطلق، فعاد وأخبر عنهم أنهم ارتدوا ومنعوا الصدقة، وذلك أنهم خرجوا إليه يتلقونه، فهابهم فانصرف عنهم، فبعث إليهم رسول الله خالد بن الوليد، فأخبروه أنهم متمسكون بالإسلام، ونزلت: {يَا أَيُّها الَّذِيْنَ آمَنُوا إِنْ جَاءَكُمْ فَاسِقٌ بِنَبَإِ فَتَبَيَّنُوا}... الآية.
ومما يرد قول من جعله صبياً في الفتح: أن الزبير وغيره من أهل النسب والعلم بالسير ذكروا: أن الوليد وعمارة ابني عقبة خرجا ليردا أختهما أم كلثوم بنت عقبة عن الهجرة، وكانت هجرتها في الهدنة يوم الحديبية، فمن يكون غلاماً في الفتح لا يقدر أن يرد أخته قبل الفتح، والله أعلم.
ثم ولاه عثمان الكوفة، وعزل عنها سعد بن أبي وقاص، فلما قدم الوليد على سعد قال له: والله ما أدري أكست بعدنا أم حمقنا بعدك؟ فقال: لا تجزعن أبا اسحاق، فإنما هو الملك يتغداه قوم، ويتعشاه آخرون. فقال له سعد أراكم ستجعلونها ملكاً.
وكان من رجال قريش ظرفاً وحلماً، وشجاعة وأدباً، وكان من الشعراء المطبوعين، كان الأصمعي وأبو عبيدة والكلبي وغيرهم يقولون: كان الوليد شريب خمر، وكان شاعراً كريماً.
وروى عمر بن شبة عن هارون بن معروف، عن ضمرة بن ربيعة، عن ابن شوذب قال: صلى الوليد بن عقبة بأهل الكوفة صلاة الصبح أربع ركعات، ثم التفت إليهم فقال: أزيدكم؟ فقال عبد الله بن مسعود: ما زلنا معك في زيادة منذ اليوم!.
قال أبو عمر: وخبر صلاته بهم سكران، وقوله لهم: أزيدكم بعد أن صلى الصبح أربعاً، مشهور من رواية الثقات من أهل الحديث.
ولما شهدوا عليه بشرب الخمر، أمر عثمان به فجلد وعزل عن الكوفة، واستعمل عثمان بعده عليها سعيد بن العاص. أخبرنا أبو القاسم يعيش بن علي الفقيه، أخبرنا أبو محمد يحيى بن محلى بن محمد بن الطراح، أخبرنا الشريف أبو الحسين محمد بن علي بن المهتدي، أخبرنا علي بن عمر الدارقطني، حدثنا عبد الله بن محمد البغوي، حدثنا محمد بن عبد الملك بن أبي الشوارب، حدثنا عبد العزيز بن المختار، حدثنا عبد الله بن فيروز الداناج. عن حصين بن المنذر الرقاشي قال: شهدت عثمان، وأتى بالوليد، فشهد عليه حمران ورجل آخر، فشهد عليه أحدهما أنه رآه يشرب الخمر، وشهد الآخر أنه رآه يتقيأها، فقال عثمان: لم يتقيأها حتى شربها. وقال لعلي: أقم عليه الحد. فقال علي للحسن: أقم عليه الحد. فقال: وَلِّ حارَها من تولى قارها. فأمر عبد الله بن جعفر فجلده أربعين.
وذكر الطبري أنه تعصب عليه قوم من أهل الكوفة بغياً وحسداً، فشهدوا عليه، وقال له عثمان: يا أخي، اصبر فإن الله يأجرك ويبوء القوم بإثمك.
قال أبو عمر: والصحيح عند أهل الحديث أنه شرب الخمر، وتقيأها، وصلى الصبح أربعاً.
ولما قتل عثمان اعتزل الفتنة، وقيل: شهد صفين مع معاوية، وقيل: لم يشهدها، ولكنه كان يحرض معاوية بكتبه وشعره. وقد استقصينا ذلك في الكامل في التاريخ، وأقام بالرقة إلى أن توفي بها وكان ذلك في عام 61 هجرية على ما ذكر ابن كثير، ودفن بالبليخ.

## وصلات خارجية
- بوابة الشعراء-ديوان الوليد بن عقبة

- كتاب سير أعلام النبلاء-الوليد بن عقبة

- إسلام ويب -- الوليد بن عقبة وبنو المُصْطَلِق، وما نزل فيهما من القرآن